# Ardabur (fils d'Aspar)
Pour les articles homonymes, voir Ardabur.
Ardaburius Iunior ou Ardabur (? - 471) est un général byzantin, d'origine alaine, fils d'Aspar, le magister militum de l'Empire romain d'orient sous l’empereur Zénon.

## Biographie

### Origines
D'origine alaine, il fait partie d'une famille de militaires byzantins, depuis son grand-père Ardaburius, dont il porte le prénom et qui fut consul et général, tout comme son père Aspar.
Fils aîné d'Aspar, il a au moins deux frères, Patrice et Erménéric et deux sœurs, issus des différentes unions de son père. 
Dès son plus jeune âge, il exerce le métier des armes et suit son père dans ses campagnes. Comme son père et son frère Patrice, il doit être de religion arienne.
Marié avec Anthousa, fille de Flavius Sabinus Antiochus Damonicus et de sa femme Anthousa, il a une fille Godisthea, mariée avec Flavius Dagalaiphus.

### Un homme politique influent et un général victorieux
Sa carrière politique est lancée grâce à l'influence de son père mais aussi ses victoires militaires. En 434, il devient préteur; en 447, il est consul. 
Son père, Aspar, est à l’origine de l’accession au trône de l’empereur Marcien, ami de son grand-père Ardaburius, en lui faisant épouser la sœur de Théodose II, Pulchérie en 450.  En 453, à la mort de l'impératrice, Aspar est très influent. Ardabur repousse une incursion arabe près de Damas et repousse les barbares en Thrace, il devient comes rei militaris et patricien. Il obtient la même année le titre de magister utriusque militiae per Orientem jusqu'en 466. 

### Deux clans au pouvoir
Sous le règne de Léon Ier, installé au pouvoir par son père, Ardabur et ses hommes font partie du parti germanique à la cour de Constantinople, avec Théodoric Strabon et ses troupes d'Ostrogoths. Ils ne sont pas populaires, car d'origine barbare, et les troupes d'Isauriens sous les ordres de Tarasicodissa, appelées par Léon, les concurrencent. 
En 466, Tarasicodissa se trouve en possession de lettres écrites par Ardabur prouvant qu'il incite le roi sassanide à envahir l'Empire romain avec le support des troupes d'Ardabur. Tarasicodissa dénonce cette conspiration perse contre l'empereur. Ardabur perd alors son titre de magister utriusque militiae per Orientem et son influence, tout comme celle de son père, décline. En remerciement, Tarasicodissa se voit offrir la main de la fille aînée de l'empereur, Ariane et se fait baptiser Zénon. 
Un peu plus tard, le frère cadet d'Ardabur, Patrice, reçoit lui aussi en mariage une des filles de Léon Ier, Léontia, ainsi que le titre de césar. Le peuple byzantin n'accepte pas cette union à cause de l'arianisme affiché de Patrice, qui, par son union et son titre de César, devient le futur empereur. 
Les deux clans sont alors très puissants et en concurrence. Il faut les départager, Aspar et Ardabur organisent plusieurs intrigues pour reprendre le pouvoir sur Léon.

### La mort d'Ardabur
En 471, Léon Ier finit par choisir entre les deux clans de ces généraux : il choisit Zénon. La famille d'Ardabur est assassinée dans des circonstances obscures et sujettes à suppositions. 
Aspar et ses fils, se rendent au théâtre où ils sont hués par la foule en colère sans que l'empereur intervienne. Face à la violence de la foule, ils se réfugient à Chalcédoine dans l'église Sainte-Euphémie. L'évêque de Constantinople et l'empereur les font sortir en les persuadant qu'aucun mal ne leur sera fait. L'empereur invite à sa table Aspar, Ardabur et Patrice mais demande à son gendre Zénon de les tuer avant leur arrivée ou bien, il les fait mettre à mort par ses eunuques dans son palais. Seul Erménéric échappe au massacre, Patrice survit à ses blessures, mais doit renoncer à son titre de césar et à son mariage avec Léontia.
Après la disparition d'Aspar et d'Ardabur, Zénon est le véritable homme fort de Constantinople. 

## Sources
- André Chastagnol, La fin du monde antique, Nouvelles Éditions Latines, Paris, 1976.
- (en) J.R. Martindale, The Prosopography of the Later Roman Empire, 1980. Cambridge University Press. p. 1073–74.  (ISBN 0-521-20159-4).
- (en) Agustí Alemany, Sources on the Alans: A Critical Compilation, Brill., 2000, p. 112.  (ISBN 90-04-11442-4).
- Photius, Bibliothèque, 79.
- (en) Brian Croke, "Dynasty and Ethnicity: Emperor Leo and the Eclipse of Aspar", Chiron 35 (2005), 147-203.
- (en) Williams, Stephen, and Gerard Friell, The Rome That Did Not Fall, Routledge, 1999.
- (en) George Ostrogorsky, , Rutgers University Press, 1995
- Louis Gabriel Michaud, Biographie universelle, ancienne et moderne, etc, Volume 2, Paris, p. 580.